# Ronde van Lombardije 1948
De Ronde van Lombardije 1948 was de 42e editie van deze eendaagse Italiaanse wielerwedstrijd, en werd verreden op zondag 24 oktober 1948. Het parcours leidde van Milaan naar Milaan en ging over een afstand van 222 kilometer. De wedstrijd werd gewonnen door de Italiaan Fausto Coppi na een solo van 83 kilometer, voor het derde jaar op rij.

## Uitslag
| Ronde van Lombardije 1948 |                   |                |          |
| Plaats                    | Naam              | Ploeg          | Tijd     |
| Winnaar                   | Fausto Coppi      | Bianchi        | 6u15'00" |
| 2                         | Adolfo Leoni      | Legnano        | +4'45"   |
| 3                         | Fritz Schär       | Mondia         | z.t.     |
| 4                         | Alfredo Martini   | Tebag          | z.t.     |
| 5                         | Vito Ortelli      | Olympia        | z.t.     |
| 6                         | Antonin Rolland   | Rhonson-Dunlop | z.t.     |
| 7                         | Pino Cerami       | Peugeot        | z.t.     |
| 8                         | Giancarlo Astrua  | Benotto        | z.t.     |
| 9                         | Pietro Giudici    | Cimatti        | z.t.     |
| 10                        | Settimio Simonini | Viani          | z.t.     |
|                           |                   |                |          |
| =19                       | Briek Schotte     | Groene Leeuw   | + 8' 17" |

1905 · 1906 · 1907 · 1908 · 1909 · 1910 · 1911 · 1912 · 1913 · 1914 · 1915 · 1916 · 1917 · 1918 · 1919 · 1920 · 1921 · 1922 · 1923 · 1924 · 1925 · 1926 · 1927 · 1928 · 1929 · 1930 · 1931 · 1932 · 1933 · 1934 · 1935 · 1936 · 1937 · 1938 · 1939 · 1940 · 1941 · 1942 · 1943 · 1944 · 1945 · 1946 · 1947 · 1948 · 1949 · 1950 · 1951 · 1952 · 1953 · 1954 · 1955 · 1956 · 1957 · 1958 · 1959 · 1960 · 1961 · 1962 · 1963 · 1964 · 1965 · 1966 · 1967 · 1968 · 1969 · 1970 · 1971 · 1972 · 1973 · 1974 · 1975 · 1976 · 1977 · 1978 · 1979 · 1980 · 1981 · 1982 · 1983 · 1984 · 1985 · 1986 · 1987 · 1988 · 1989 · 1990 · 1991 · 1992 · 1993 · 1994 · 1995 · 1996 · 1997 · 1998 · 1999 · 2000 · 2001 · 2002 · 2003 · 2004 · 2005 · 2006 · 2007 · 2008 · 2009 · 2010 · 2011 · 2012 · 2013 · 2014 · 2015 · 2016 · 2017 · 2018 · 2019 · 2020 · 2021 · 2022 · 2023 · 2024 · 2025